# 法則學派
法則學派（Rule Based Approach），為人工智慧學習的兩大學派之一，另一派為機器學習學派（Machine Learning Approach）。

## 定義
法則學派指的是機器模仿人類，以邏輯推論的方式，根據人類學習之法則，並加入環境變數變因而推理出判斷結果。此派人工智慧注重的是「推理」而非「學習」。最主要代表系統為專家系統。

## 適用條件
- 較結構性的問題
- 法則明確、穩定、例外少
- 法則數量不能太大
- 專家可以清楚完整的描述所依據的法則
- 大多限制在特定狹隘的領域

## 主要問題
當使用者遭遇大範圍大、複雜、高維度、非結構性的問題，法則學派就會遭受到以下問題：
- 法則過多；當法則太多條時即不適用。舉例來說，學習語言，人類語法太多太複雜，且不同語言間的語法結構不盡相同，此時便不適合使用法則學習。
- 法則無法表達：只有外顯知識才能夠清楚的描述其法則，但人類文明更多的是內隱知識，「只可意會，不可言傳」，當然也沒有列舉清楚的法則。
- 法則會變且有例外：很多法則隨著時代變化，可能會隨著異動，此外當法則有例外也會造成法則列舉的難度。